# Wielki Borzdyń
Wielki Borzdyń (biał. Вялікая Барздынь; ros. Великая Борздынь, Wielikaja Borzdyń) – wieś na Białorusi, w obwodzie mińskim, w rejonie mińskim, w sielsowiecie Horanie.
W czasach Rzeczypospolitej wieś leżała w województwie mińskim. Odpadła od Polski w wyniku II rozbioru. W granicach Rosji należała do ujezdu mińskiego w guberni mińskiej. Ponownie pod polską administracją w latach 1919–1920 w okręgu mińskim Zarządu Cywilnego Ziem Wschodnich. Ustalona w traktacie ryskim granica polsko-radziecka przebiegła w pobliżu wsi, zostawiając ją po stronie sowieckiej. Od 1938 roku wchodzi w skład obwodu mińskiego.
W Borzdyniu była kaplica katolicka parafii zasławskiej, a od końca XVIII w. parafii rakowskiej.